# Orgeln der Klosterkirche St. Verena (Rot an der Rot)
Die 1793 fertiggestellte Hauptorgel der Klosterkirche St. Verena in Rot an der Rot, ist eine von vier von Johann Nepomuk Holzhey gebauten dreimanualigen Großorgeln. Ebenfalls von Holzhey gefertigt ist die kleinere Chororgel von 1787. Die Klosterkirche St. Verena wurde von 1777 bis 1786, während der Amtszeit der Äbte Mauritius Moritz und Willebold Held, neu erbaut und ausgestattet.

## Hauptorgel

### Baugeschichte
Bald nach der Fertigstellung der Kirche errichtete Holzhey 1787 zunächst eine Chororgel und bald darauf die Hauptorgel. Das Gehäuse war 1789 fertiggestellt, die gesamte Orgel vermutlich erst 1793. Mehrere Arbeiten an der Orgel im 19. und 20. Jahrhundert veränderten diese, jedoch nicht so stark wie andernorts.
Im Laufe des 19. und 20. Jahrhunderts wurde die Orgel mehrmals repariert und umgebaut bzw. verändert. In seiner Grundstruktur blieb das Instrument weitgehend unangetastet; verglichen mit den anderen drei Großorgeln Holzheys blieb die Identität der Klosterkirchen-Orgel am meisten erhalten. 
In den Jahren 1986 bis 1989 wurde das Instrument durch die Firmen Johannes Klais Orgelbau (Bonn) und Bier (Giengen) umfassend restauriert; die (vorhandene) Originaldisposition der Orgel blieb dabei unangetastet. Windladen, Traktur, intarsienverzierter Spieltisch, Teile der Balganlage und die Pfeifen blieben weitgehend originalgetreu.

### Disposition seit 1793
Die Hauptorgel hat 36 Register (insgesamt 58 Pfeifenreihen) auf drei Manualwerken und Pedal (Schleifladen). Die Register des Echowerks (3. Manualwerk) sind in Bass- und Diskantseite geteilt. Der Spielwind wird durch vier Keilbälge (davon ist einer original) erzeugt. Die Spiel- und Registertrakturen sind mechanisch. Der original erhaltene Spieltisch steht frei mit Blick zum Altar. Die Disposition der Orgel lautet wie folgt:
| I Hauptwerk C–f3 |                  |       |   |
| 1.               | Prestant         | 16′   | H |
| 2.               | Principal        | 8′    | H |
| 3.               | Copel            | 8′    | H |
| 4.               | Waldflöt (ab g0) | 8′    |   |
| 5.               | Violoncell       | 8′    |   |
| 6.               | Viola            | 8′    | H |
| 7.               | Octav            | 4′    | H |
| 8.               | Flöten           | 4′    | H |
| 9.               | Cornet IV        | 4′    | H |
| 10.              | Mixtur V–VI      | 2′    | H |
| 11.              | Cimbl V          | 2 ⁄3′ | H |
| 12.              | Trompet          | 8′    |   |
| 13.              | Dus Clarinet     | 8′    |   |
| 14.              | Claron           | 4′    |   |

| II Positiv C–f3 |                     |       |   |
| 15.             | Principal           | 8′    | H |
| 16.             | Flautravers (ab g0) | 8′    | H |
| 17.             | Bordun              | 8′    | H |
| 18.             | Octav               | 4′    | H |
| 19.             | Spitzflöten         | 4′    | H |
| 20.             | Feldflöten I–II     | 4′    | H |
| 21.             | Flageolet           | 2′    |   |
| 22.             | Nazard IV           | 2 ⁄3′ | H |
| 23.             | Hörnle II–III       | 2′    | H |

| III Echo C–fis0/g0–f3 |                |    |   |
| 24.                   | Copel B/D      | 8′ | H |
| 25.                   | Ondamaris D    | 8′ | H |
| 26.                   | Fugara B/D     | 4′ | H |
| 27.                   | Dulciana B/D   | 4′ | H |
| 28.                   | Cornet IV D    | 4′ | H |
| 29.                   | Nazard II B/D  |    | H |
| 30.                   | Vox humana B/D | 8′ |   |
|                       | Tremulant      |    |   |

| Pedal C–a0 |             |     |   |
| 31.        | Sub-Bass    | 16′ | H |
| 32.        | Octav-Bass  | 8′  | H |
| 33.        | Violon-Bass | 8′  | H |
| 34.        | Bombard     | 16′ | H |
| 35.        | Trompet     | 8′  |   |
| 36.        | Claron      | 4′  |   |

- Koppeln: Positiv-Hauptwerk (II/I), Tuttibaß (I/P)
- Stimmung: F. A. Vallotti 1754, a1=425 Hz
- Anmerkungen

H = Von Holzhey erhaltene Register

## Chororgel

### Baugeschichte
Unter Abt Willebold Held erhielt Holzhey 1785 den Auftrag für die kleinere Chororgel, die er 1787 vollendete. Diese ursprünglich zweimanualige Orgel mit freistehendem Spieltisch in der Mitte des Chorraumes wurde 1964/65 durch Reiser Orgelbau grundlegend umgebaut, nachdem sie schon 1835 verkleinert worden war. Die Chororgel hat vierzehn Register auf einem Manual und Pedal.

## Organisten (Auswahl)
Seit 2000 wirkt Franz Raml (* 1964 in Straubing) als Titularorganist an der historischen Orgel.

## Aufnahmen/Tonträger
- Orgelmusik an der Holzhey-Orgel in Rot an der Rot. 1990, Coronata Musikproduktion COR 1214, CD, (Franz Raml spielt Werke von Georg Muffat, Gottlieb Muffat, Carl Philipp Emanuel Bach, Johann Christian Kittel, Johann Melchior Dreyer und Justin Heinrich Knecht).